# Bierton
Bierton är en ort och civil parish i Storbritannien.   Den ligger i kommunen Buckinghamshire och riksdelen England, i den södra delen av landet, 60 km nordväst om huvudstaden London. Bierton ligger 93 meter över havet och antalet invånare är 2 178.
Terrängen runt Bierton är huvudsakligen platt, men åt sydost är den kuperad. Runt Bierton är det tätbefolkat, med 319 invånare per kvadratkilometer. Närmaste större samhälle är Aylesbury, 2,4 km sydväst om Bierton. Trakten runt Bierton består till största delen av jordbruksmark.